# ボメット (カウンティ)
ボメット（スワヒリ語: Wilaya ya Bomet）は、ケニア西部の旧リフトバレー州南部のカウンティ。中心都市はボメット。面積は1630km2、2009年の人口は72万4186人、人口密度は444.3人/km2。

## 人口
- 2009年8月24日：73万129人[2]

## 隣接カウンティ
- 北：ケリチョ
- 東：ナクル
- 南：ナロク
- 西：ニャミラ

## 指標
| カウンティ       | %    |
| ---------------- | ---- |
| 都市化率         | 13.8 |
| 識字率           | 63.8 |
| 15～18歳の就学率 | 88.6 |
| 舗装道路率       | 5.4  |
| 良好道路率       | 39.6 |
| 電力普及率       | 4.3  |
| 貧困率           | 46.5 |

 Source: USAid Kenya